# Luisa Cortes Carrillo
Luisa Cortes Carrillo es una política mexicana, miembro del Partido Revolucionario Institucional, ha sido diputada local por el IX Distrito Electoral Local de Oaxaca con sede en San Pedro Mixtepec, y diputada federal por el XI Distrito Electoral Federal de Oaxaca con sede en la ciudad de Santiago Pinotepa Nacional en la LVIII Legislatura
Fue presidenta municipal de la Villa de Tututepec de Melchor Ocampo en el trienio de 1993 a 1995.